# Taylor McKeown
Taylor McKeown (Redcliffe, 17 maart 1995) is een Australische zwemster. Ze vertegenwoordigde haar vaderland op de Olympische Zomerspelen 2016 in Rio de Janeiro.

## Carrière
Bij haar internationale debuut, op de Gemenebestspelen 2014 in Glasgow, veroverde McKeown de gouden medaille op de 200 meter schoolslag. Op de Pan-Pacifische kampioenschappen zwemmen 2014 in Gold Coast sleepte de Australische de bronzen medaille in de wacht op de 200 meter schoolslag, op de 100 meter schoolslag eindigde ze op de vijfde plaats.
In Kazan nam McKeown deel aan de wereldkampioenschappen zwemmen 2015. Op dit toernooi werd ze uitgeschakeld in de halve finales  van zowel de 100 als de 200 meter schoolslag. Op de 4x100 meter wisselslag legde ze samen met Emily Seebohm, Emma McKeon en Bronte Campbell beslag op de bronzen medaille.
Tijdens de Olympische Zomerspelen van 2016 in Rio de Janeiro eindigde de Australische als vijfde op de 200 meter schoolslag. Op de 100 meter schoolslag strandde ze in de series. Samen met Emily Seebohm, Emma McKeon en Cate Campbell veroverde ze de zilveren medaille op de 4x100 meter wisselslag.

## Internationale toernooien
| Jaar | Olympische Spelen                                            | WK langebaan                                                 | WK kortebaan  | PanPacs                              | Gemenebestspelen |
| ---- | ------------------------------------------------------------ | ------------------------------------------------------------ | ------------- | ------------------------------------ | ---------------- |
| 2014 |                                                              |                                                              | geen deelname | 5e 100m schoolslag · 200m schoolslag | 200m schoolslag  |
| 2015 |                                                              | 9e 100m schoolslag · 12e 200m schoolslag · 4x100m wisselslag |               |                                      |                  |
| 2016 | 11e 100m schoolslag · 5e 200m schoolslag · 4x100m wisselslag |                                                              | 6-11 december |                                      |                  |

## Persoonlijke records
Bijgewerkt tot en met 1 juli 2016
Kortebaan
| Afstand         | Tijd    | Datum            | Plaats |
| --------------- | ------- | ---------------- | ------ |
| 100m schoolslag | 1.06,70 | 26 november 2015 | Sydney |
| 200m schoolslag | 2.20,13 | 27 november 2015 | Sydney |
| 200m wisselslag | 2.12,87 | 28 november 2015 | Sydney |

Langebaan
| Afstand         | Tijd    | Datum         | Plaats   |
| --------------- | ------- | ------------- | -------- |
| 100m schoolslag | 1.06,68 | 8 april 2016  | Adelaide |
| 200m schoolslag | 2.21,45 | 11 april 2016 | Adelaide |
| 200m wisselslag | 2.12,16 | 1 juli 2016   | Brisbane |